# A57-es autópálya (Németország)
Az A57-es autópálya (németül: Bundesautobahn 57) egy autópálya Németországban. Hossza 119 km.